# Tissagetes
Els tissagetes (en llatí: thyssagetae, en grec antic Θυσσαγέται) eren un poble de la Sarmàcia asiàtica que vivia de la cacera, esmentat per Heròdot.
Habitaven al nord-est d'un gran desert que es travessava després de set dies de viatge, situat entre ells i el país on vivien els budins. També els mencionen Pomponi Mela, Plini el vell, Valeri Flac i altres.